# Waldschutzgebiet Pran Buri
Das Waldschutzgebiet Pran Buri (Thai: วนอุทยานปราณบุรี) besteht hauptsächlich aus Mangroven, die an der Mündung des Flusses Pran Buri in den Golf von Thailand als ausgedehnter Mangrovenwald auftreten. 
Das 3,17 km² große Areal des Waldschutzgebiets liegt im Landkreis (Amphoe) Pran Buri der Provinz Prachuap Khiri Khan. Die Provinz Prachuap Khiri Khan liegt im südlichen Teil der Zentralregion von Thailand. 
Das Schutzgebiet steht in Verbindung mit dem Schutzgebiet Khlong Kao-Khlong Kob. Es wurde am 30. September 1982 eingerichtet, nachdem König Bhumibol Adulyadej (Rama IX.) sich persönlich dieses Projekts angenommen hatte.

## Klima
Das Klima ist tropisch-monsunal und weist drei Jahreszeiten auf: (1) die Regenzeit von Juni bis Ende Oktober mit ergiebigen Regenfällen, (2) die kühle Jahreszeit von November bis Februar und (3) der Sommer von März bis Mai.

## Flora und Fauna
Neben den zahlreichen Baumarten der Mangroven, die die Küste auf etwa 1 Kilometer Länge säumen, gibt es Seegraswiesen und weiter im Landesinneren beispielsweiseGardenien-Arten, Laub- und Bambuswald.
Viele Arten an Küstenvögeln, beispielsweise aus den Taxa Kormorane und Störche, leben hier. Der Tenasserim-Muntjak siedelt in den Laubwäldern.